# ADG Lifetime Achievement Award
Der ADG Lifetime Achievement Award wird von der Art Directors Guild für das Lebenswerk von Szenenbildnern verliehen. Die Verleihung findet jährlich im Rahmen der ADG Awards (Excellence in Production Design Awards) statt. Bei dieser Preisverleihung zeichnet die Gewerkschaft ADG (IATSE Local 800) seit 1997 die besten Szenenbildner des vorangegangenen Jahres aus. Den ersten Lifetime Achievement Award erhielt 1997 Robert F. Boyle für das Jahr 1996.
Seit der 19. Preisverleihung, die am 31. Januar 2015 für das Jahr 2014 durchgeführt wurde, werden jährlich vier Künstler mit dem Lifetime Achievement Award ausgezeichnet, wodurch nunmehr jede der vier Sparten der Gewerkschaft (Art Directors; Scenic, Title and Graphic Artists; Illustrators and Matte Artists; Set Designers and Model Makers) mit einem Preisträger vertreten ist.

## Preisträger 1996–2013
- 1996: Robert F. Boyle
- 1997: Henry Bumstead
- 1998: Harold Michelson
- 1999: Richard Sylbert
- 2000: Jan Scott
- 2001: Ken Adam
- 2002: Albert Brenner
- 2003: Roy Christopher
- 2004: William J. Creber
- 2005: John B. Mansbridge
- 2006: Dean Tavoularis
- 2007: Stuart Craig
- 2008: Paul Sylbert
- 2009: Terence Marsh
- 2010: Patricia Norris
- 2011: Tony Walton
- 2012: Herman F. Zimmerman
- 2013: Rick Carter

## Preisträger seit 2014
- 2014:
  - Art Directors: James D. Bissell
  - Scenic, Title and Graphic Artists: Will Ferrell
  - Illustrators and Matte Artists: Camille Abbott
  - Set Designers and Model Makers: John P. Bruce

- 2015:
  - Art Directors: Patrizia von Brandenstein
  - Scenic, Title and Graphic Artists: Bill Anderson
  - Illustrators and Matte Artists: Harrison Ellenshaw
  - Set Designers and Model Makers: William J. Newmon II

- 2016:
  - Art Directors: René Lagler
  - Scenic, Title and Graphic Artists: Albert Obregon
  - Illustrators and Matte Artists: Joseph Musso
  - Set Designers and Model Makers: Cate Bangs

- 2017:
  - Art Directors: Norm Newberry
  - Scenic, Title and Graphic Artists: John Moffitt
  - Illustrators and Matte Artists: Martin Kline
  - Set Designers and Model Makers: James J. Murakami

- 2018: 
  - Art Directors: Jeannine C. Oppewall
  - Scenic, Title and Graphic Artists: Jim Fiorito
  - Illustrators and Matte Artists: Ed Verreaux
  - Set Designers and Model Makers: William F. Matthews

- 2019: 
  - Art Directors: Joe Alves
  - Scenic, Title and Graphic Artists: Denis Olsen
  - Illustrators and Matte Artists: Jack Johnson
  - Set Designers and Model Makers: Stephen Myles Berger

- 2020: 
  - Art Directors: Stuart Wurtzel
  - Scenic, Title and Graphic Artists: Patrick DeGreve
  - Illustrators and Matte Artists: John Eaves
  - Set Designers and Model Makers: Martha Johnston

- 2021: 
  - Production Designers and Art Directors: Ida Random
  - Scenic, Title and Graphic Artists: Michael Okuda und Denise Okuda
  - Illustrators & Matte Artists: Donna Cline
  - Set Designers and Model Makers: Ann Harris

- 2022: 
  - Production Designers and Art Directors: Lilly Kilvert
  - Scenic, Title and Graphic Artists: Michael Denering
  - Illustrators & Matte Artists: Janet Kusnick
  - Set Designers and Model Makers: Luis G. Hoyos

- 2023: 
  - Production Designers and Art Directors: Wynn P. Thomas
  - Scenic, Title and Graphic Artists: Francine West
  - Illustrators & Matte Artists: David Lowery
  - Set Designers and Model Makers: Greg Papalia

- 2024: 
  - Production Designers and Art Directors: J. Dennis Washington
  - Scenic, Title and Graphic Artists: Lisa Frazza
  - Illustrators & Matte Artists: Dan Sweetman
  - Set Designers and Model Makers: Barbara Mesney